# Huf (Üttfeld)
Huf (bis 1917 Houf) ist ein Ortsteil der Ortsgemeinde Üttfeld im Eifelkreis Bitburg-Prüm in Rheinland-Pfalz.

## Geographische Lage
Huf liegt rund 2,5 km südlich des Hauptortes Üttfeld auf einer Hochebene. Umgeben ist Huf von zahlreichen landwirtschaftlichen Nutzflächen sowie etwas Waldbestand im Westen. Nördlich bzw. westlich des Ortes fließt der Mannerbach. Zu Huf zählt auch der Wohnplatz Hölzenkopp.

## Geschichte
Die Ortschaften in der heutigen Gemeinde Üttfeld gehörten vor 1794 zur Meierei Binscheid in der Herrschaft Dasburg, welche Teil des Herzogtums Luxemburg war. Unter französischer Verwaltung gehörte das Gebiet zum Kanton Arzfeld, im Departement der Wälder.
Aufgrund der Beschlüsse des Wiener Kongresses wurde das vormals luxemburgische Gebiet östlich der Sauer und der Our  1815 dem Königreich Preußen zugeteilt. Unter der preußischen Verwaltung kam Oberüttfeld im Jahr 1816 zum neu gebildete Kreis Prüm im Regierungsbezirk Trier und gehörte zur Bürgermeisterei Eschfeld.
Während des Ersten Weltkrieges wurde der bis dahin genannte Ort Houf durch einen Erlass vom 6. Mai 1917 in Huf umbenannt. Dies ist auf die ehemals französisch anmutende Schreibweise zurückzuführen, sodass durch den gleichen Erlass ebenso die Orte St. Nikolaus (ehem. St. Nicolas), Güchenbach (ehem. Guichenbach), Buß (ehem. Bous, heute wieder Bous), Gisingen (ehem. Guisingen), Gerlfangen (ehem. Guerlfangen), Schönbruch (ehem. Beaumarais, heute wieder Beaumarais) und Güdesweiler (ehem. Guidesweiler) umbenannt wurden.
Die Gemeinde Üttfeld wurde am 1. Juli 1971 aus den bis dahin selbständigen Ortsgemeinden Binscheid (damals 141 Einwohner), Huf (damals 87), Niederüttfeld (damals 98) und Oberüttfeld (damals 222) neu gebildet.

## Kultur und Sehenswürdigkeit
Auf dem Gemeindegebiet von Huf befinden sich insgesamt vier Bunkeranlagen des Westwalls.
Auf dem Wohnplatz Hölzenkopp befindet sich ein Wegekreuz. Genauere Angaben hierzu liegen nicht vor.

## Wirtschaft und Infrastruktur

### Unternehmen
Huf ist stark landwirtschaftlich geprägt. Kern des Ortes ist ein großer landwirtschaftlicher Nutzbetrieb im Bereich der Kuhhaltung.

### Verkehr
Es existiert eine regelmäßige Busverbindung.
Huf ist durch die Kreisstraße 145 erschlossen und liegt rund 3 km nordwestlich der Bundesstraße 410 durch Lichtenborn.